# Кокорев, Борис Борисович
Бори́с Бори́сович Ко́корев (20 апреля 1959, Тбилиси, Грузинская ССР — 22 октября 2018, Москва) — советский и российский пулевой стрелок, Олимпийский чемпион (1996), заслуженный мастер спорта (1992).

## Биография
Воспитанник тбилисского «Динамо», с 1978 года выступал за московское «Динамо», с 1977 года входил в состав сборной команды страны. Имел два высших образования: окончил Грузинский ГИФК и Московскую заочную юридическую академию.
Участвовал в пяти Олимпиадах. На Играх 1988 года Кокорев занял 8-е место в стрельбе из пневматического пистолета, на следующей Олимпиаде в том же упражнении он был на 22-м месте. После золотой для Бориса Борисовича Атланты он ещё два раза принимал участие в Олимпийских играх: в 2000 году в стрельбе из произвольного пистолета он был 12-м, а в 2004 году в том же упражнении — пятым.
В последнее время работал в ГИБДД города Москвы.
Был женат на дочери Виктора Авилова Наталье.

## Спортивные достижения
- чемпион Олимпийских игр
- пятикратный чемпион мира в команде СССР (1985, 1987, 1990, 1991)
- бронзовый призёр чемпионата мира (1990)
- шестнадцатикратный чемпион Европы (1984—1997)
- двенадцатикратный чемпион СССР (1979—1989)
- четырнадцатикратный чемпион России (1993—1998)
- четырёхкратный рекордсмен мира и Европы
- двукратный рекордсмен СССР
- пятнадцатикратный рекордсмен России
- кавалер ордена Дружбы (1997)[4]